# Anna Marie Louisa Orleánská

Královský monogram Anny Marie Louisy

Anna Marie Louisa Orleánská (27. května 1627, Louvre, Paříž – 5. dubna 1693, Lucemburský palác, Paříž), známá jako La Grande Mademoiselle, byla vévodkyní de Montpensier, princeznou de Auvergne, hraběnkou de Eu a Mortain, princeznou de Joinville a Dombes. Byla nejstarší dcerou Gastona Orleánského a Marie Bourbonské, vnučkou Jindřicha IV. a díky tomu také sestřenicí Ludvíka XIV.
Byla velice silnou a nezávisle jednající osobou, která se neváhala postavit plánům svého otce i krále Ludvíka XIV. proti sňatkům, které pro ni sjednávali. Grande Mademoiselle byla velice bohatou nevěstou.

## Život

### Původ a tituly
Její titul "Grande Mademoiselle" je odvozen od titulu jejího otce, Gastona Orleánského (1608-1660), mladšího bratra krále Ludvíka XIII. Ten byl titulován jako "Monsieur", a to až do narození Filipa I. Orleánského, mladšího bratra Ludvíka XIV. Potom byl Gaston označován jako "Grande Monsieur" a Filip I. Orleánský jako "Petit Monsieur".
Titul vévodkyně de Montpensier pochází od její matky, Marie Bourbonské, vévodkyně de Montpensier. Matka byla univerzální dědičkou velmi bohaté mladší větve rodu Bourbonů. Když se k tomu přičetl majetek jejího otce, tak byla Grande Mademoiselle nejbohatší a nejžádanější princeznou v Evropě. Podepisovala se jako "Anne Marie Louise d´Orléans".

### Dětství a promarněné svatby
Již v den svého narození, 29. května 1627, se stala nejbohatší dědičkou v celém francouzském království, jelikož její matka zemřela během porodu. Sama potom ve svých Pamětech napsala, že velké bohatství, které zdědila ji pouze mělo nahradit ztrátu matky.
Její otec Gaston vůči ní neprojevoval mnoho lásky, snad ze žárlivosti pro dceřino obrovské bohatství. Gaston doufal, že se mu podaří zplodit syna se svou druhou manželkou Markétou Lotrinskou, se kterou se tajně oženil v roce 1632. Jeho bratr Ludvík XIII. v té době žádné děti neměl a případný Gastonův syn by se tak mohl jednou stát králem Francie. Anna-Marie-Louisa musela kvůli otcovu králem neschválenému sňatku žít 10 let v exilu v Bruselu spolu s královnou matkou Marií Medičejskou. Její vychovatelka byla paní de Saint-Georges.
Anna-Marie-Louisa, neprojevovala vůči své nevlastní matce příliš sympatií, ačkoliv tato byla velmi zbožná a příjemná. Naopak se sblížila se svými nevlastními sestrami, zejména s Francoise-Madeleine, která ji byla bližší věkem. I když nebyla Anna-Marie-Louisa vzorem krásy, tak jí bylo nabízeno množství manželství od knížat a panovníků, a to vzhledem k jejímu jmění. Všechny tyto manželské nabídky ale ztroskotávají na nesouhlasu jejího otce Gastona a jejího královského bratrance Ludvíka XIV., stejně tak ale na jejích vlastních rozhodnutích, kdy odmítala poslouchat svého otce i krále, a chtěla si manžela vybrat sama o své vůli. Dlouho plánovala, že by si chtěla vzít krále, tedy svého bratrance. Její naděje však byly nenaplněny od okamžiku, kdy Ludvík XIV. pojal za manželku španělskou infantku Marii Terezu.

### Fronda
Gaston Orleánský se nechtěl účastnít přímo tohoto konfliktu a tak na místo sebe poslal svou dceru. Ta doufala, že se jí podaří otce, který ji celý život zanedbával, zaujmout. Vyrazila z Orleánsu i se svými dvěma "táborovými maršály" komtesou de Fiesque a komtesou de Frontenac. 27. března 1652 přesvědčuje městskou radu, aby neotevřela brány královským jednotkám. Ačkoliv se jednalo o skvělý strategický tah, tak ani to nezabránilo postupu armádám maršála de Turenne po bitvě u Bléneau. Během bitvy o Fabourg Saint-Antoine dne 2. července 1652 nechala Anna-Marie-Louisa vypálit z děla z Bastilly na královská vojska (se souhlasem svého otce), aby tak bránila svého bratrance prince de Condé. Obě tyto vojenské akce zničily její pověst a přízeň krále, který ji za to vyhostil do Burgundska na dobu tří let.

## Odkaz
Protože Anna Marie zemřela neprovdána, svůj majetek zanechala svému bratranci Filipovi I. Orleánskému.
Z historického hlediska je známá zejména pro svou účast ve Frondě, přivedení Jean-Baptiste Lullyho ke dvoru a pro své Mémoires (Paměti).